# Mahmúd Abú Zajd
Mahmúd Abú Zajd, přezdívaný také Shawkan (* 1987), je egyptský fotoreportér, který byl zatčen při fotografování protestní akce v Káhiře 14. srpna 2013. Od roku 2013 do roku 2019 byl uvězněn egyptskou vládou a hrozil mu trest smrti. Propuštěn z egyptského vězení byl 4. března 2019, jak oznámil na svém twitterovém účtu.

## Život před zatčením
Zajd působil jako oceňovaný nezávislý fotožurnalista.[zdroj?] Svou kariéru zahájil v roce 2010 v online zpravodaji Demotix a později pracoval i pro agenturu Corbix. Jeho fotografie byly publikovány např. v Time, The Sun, Die Zeit, Bild a na webových stránkách BBC.

## Zatčení
V roce 2014 byl Zajd zatčen spolu s dalšími dvěma fotografy během fotografování incidentu v Rabaa. Zatýkání se uskutečnilo zhruba 2 hodiny po začátku protestu. Zatčeno bylo několik desítek lidí; ti byli převezeni na káhirský stadion. Dva zahraniční fotografové (Michael Giglio a Louis Jammes byli sice krátce po zatčení propuštěni, nicméně sám Zajd byl následně uvězněn, a to aniž by mu byla sdělena obvinění. Délka jeho vazby překročila dva roky, které byly maximální možnou dobou, do kdy je možné držet osobu ve vazbě, aniž by jí byla sdělena obvinění a byl zahájen soudní proces. Nejprve byl umístěn do věznice Abú Zabál, poté byl internován ve věznici Tora. V roce 2016 byl šestkrát obviněn a hrozil mu trest smrti. Propuštěn byl v březnu 2019.

## Reakce
Mezinárodní kampaň za Zajdovo osvobození odstartovalo několik lidskoprávních organizací, mezi které patřil např. Rory Peck Trust a Komise na ochranu novinářů. Všechny vyzvaly k jeho vydání. Amnesty International zahájila petici za Zajdovo osvobození. Po sociálních sítích se rozšířil hashtag #FreeShawkan. Různé lidskoprávní organizace uspořádaly řadu přednášek o fotografovi a rovněž se usktuečnilo i několik výstav jeho fotografií v USA. Jeho jméno nese Shawkan Foundation, která byla založena v USA s cílem pomáhat uvězněným novinářům.